# The Spectator
För andra betydelser, se The Spectator (olika betydelser).
The Spectator är en brittisk veckotidning, som utkom första gången den 6 juli 1828. Den har idag samma ägare som The Daily Telegraph, bröderna David Barclay och Frederick Barclay. Dess huvudsakliga ämnesområde är politik och dess redaktionella ståndpunkt är konservativ. Att vara redaktör för The Spectator har ofta lett till en politisk karriär inom det konservativa partiet; som exempel på detta från senare tid kan nämnas Nigel Lawson och Boris Johnson. Tidskriften har dock utrymme även för andra ämnen och bland medarbetare kan nämnas Taki Theodoracopulos, Joan Collins, Barry Humphries och John Cleese. Den utmärker sig för att alltjämt praktiskt taget ignorera populärkulturen.